# Гудима Вероніка Володимирівна
Вероніка Володимирівна Гудима (8 липня 1988, Харків, Українська РСР, СРСР) — французька волейболістка. Виступала за національну збірну Франції.

## Із біографії
Донька українського волейбольного тренера Володимира Гудими.

## Клуби
| Роки      | Клуби                          |
| --------- | ------------------------------ |
| 2006—2009 | «Расинг» (Канни)               |
| 2009—2010 | «Кале»                         |
| 2010—2011 | ТПС (Румія)                    |
| 2011—2012 | ПТПС (Піла)                    |
| 2012—2013 | «Хемік» (Полиці)               |
| 2013—2017 | «Аполлон» (Лімасол)            |
| 2017—2019 | «Аріс» (Салоніки)              |
| 2019—     | «Олімпіада Неаполіс» (Нікосія) |

## Досягнення
Чемпіонат Франції
- Перше місце (3): 2007, 2008, 2009

Кубок Франції
- Перше місце (3): 2007, 2008, 2009

Чемпіонат Кіпру
- Перше місце (6): 2014, 2015, 2016, 2017, 2023, 2024

Кубок Кіпру
- Перше місце (6): 2014, 2015, 2016, 2017, 2023, 2024

Суперкубок Кіпру
- Перше місце (2): 2022, 2023

## Статистика
Статистика виступів в єврокубках:
| Сезон   | Клуб                 | Турнір         | Ігри | Сети | Очки | Ср.  | Примітки |
| ------- | -------------------- | -------------- | ---- | ---- | ---- | ---- | -------- |
| 2006/07 | «Расінг» (Канни)     | Ліга чемпіонів |      |      |      | ,    |          |
| 2007/08 | «Расінг» (Канни)     | Ліга чемпіонів |      |      |      | ,    |          |
| 2008/09 | «Расінг» (Канни)     | Ліга чемпіонів |      |      |      | ,    |          |
| 2009/10 | «Кале»               | Кубок виклику  |      |      |      | ,    |          |
| 2013/14 | «Аполлон» (Лімасол)  | Кубок виклику  |      |      |      | ,    |          |
| 2015/16 | «Аполлон» (Лімасол)  | Кубок виклику  | 2    | 6    | 16   | 2,67 |          |
| 2018/19 | «Аріс» (Салоніки)    | Кубок виклику  | 2    | 8    | 36   | 4,5  |          |
| 2023/24 | «Олімпіада Неаполіс» | Кубок виклику  | 2    | 9    | 38   | 4,22 |          |
| 2024/25 | «Олімпіада Неаполіс» | Кубок виклику  | 2    | 9    | 28   | 3,11 |          |

Статистика виступів у збірній:
| Сезон | Турнір                    | Ігри | Сети | Очки | Ср.  | Примітки |
| ----- | ------------------------- | ---- | ---- | ---- | ---- | -------- |
| 2011  | Чемпіонат Європи (відбір) | 2    | 3    | 9    | 3    |          |
| 2011  | Чемпіонат Європи          | 3    | 4    | 5    | 1,25 |          |
| 2011  | Євроліга                  | 10   | 30   | 77   | 2,57 |          |